# Кудрявцев, Пётр Павлович

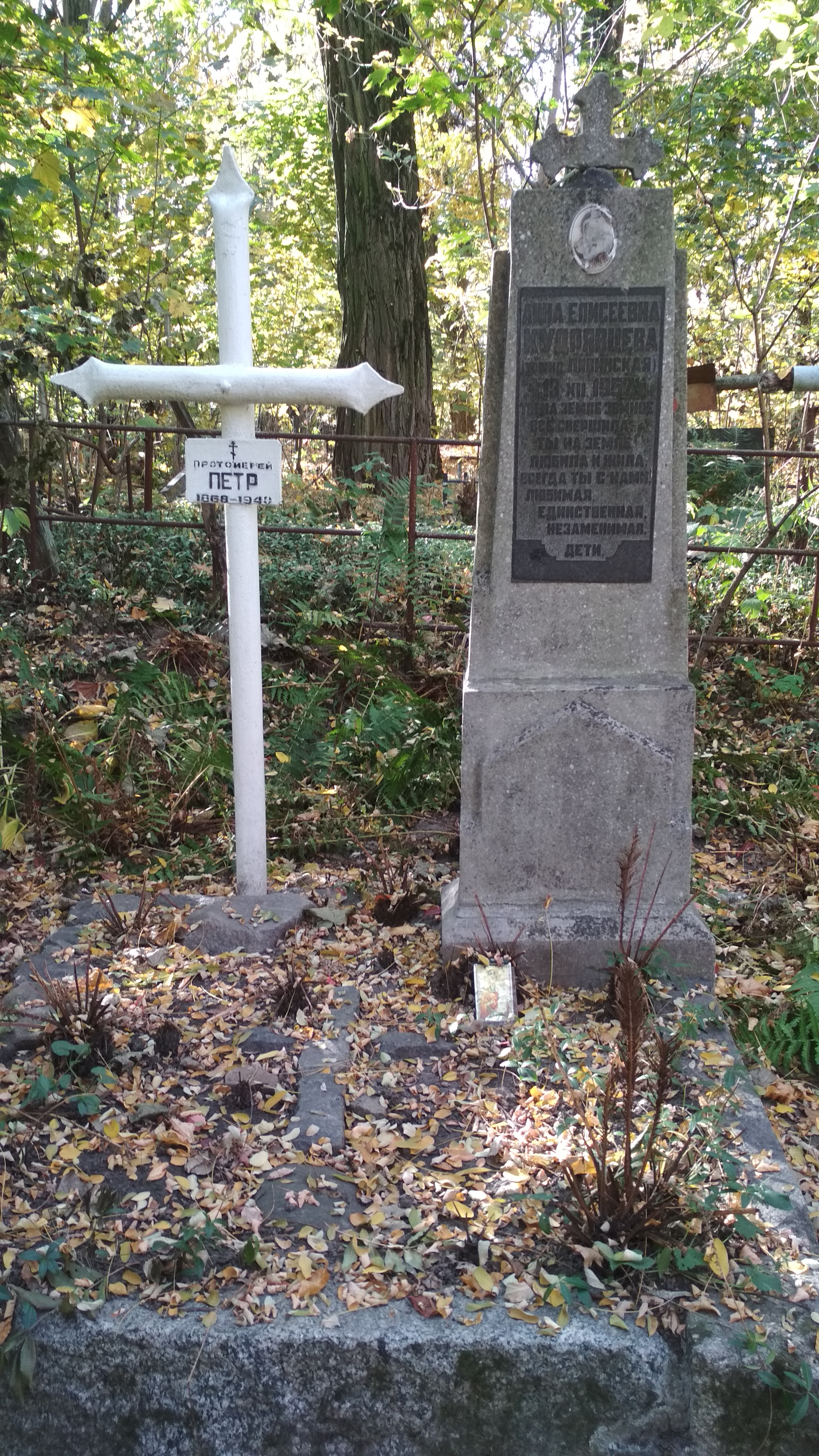
Могила Петра Кудрявцева и его жены Анны

Пётр Па́влович Кудря́вцев (24 августа [5 сентября] 1868, Чернский уезд, Тульская губерния — 7 июля 1940, Киев) — русский богослов, философ
 и публицист, педагог, магистр богословия, автор более 250 научных работ.

## Биография
Родился 24 августа (5 сентября) 1868 года в селе Алексеевское Чернского уезда, Тульской губернии.
Окончил Ефремовское духовное училище (1882), Тульскую духовную семинарию (1888) и Киевскую духовную академию со степенью кандидата богословия, лауреат Иосифовской премии, профессорский стипендиат (1892).
С 1893 года преподаватель философиских наук в Подольской духовной семинарии, а также словесности, истории русской литературы и педагогики в Подольском женском училище духовного ведомства, член епархиального училищного совета, коллежский асессор. С 1896 года член Юго-Западного общества трезвости.
С 1897 года исполняющий должность доцента по кафедре истории философии Киевской духовной академии, затем доцент (1908), экстраординарный (1909) и ординарный (1918) профессор, член Церковно-исторического и археологического общества при КДА, надворный советник (1897). Одновременно преподаватель русского языка и словесности во 2-м женском духовном училище (1898–1919), Институте благородных девиц (1898–1905), женской гимназии М. В. Клуссинш (1906) и Фребелевском педагогическом институте (1908).
С 1901 года коллежский советник. С 1902 года один из организаторов издательства «АКТ», товарищ председателя Киевского педагогического общества взаимопомощи, статский советник.
Соучредитель, преподаватель истории древней философии (1905), директор (1910) и председатель педсовета (1911) Киевских вечерних высших женских курсов А. В. Жекулиной. В 1906 году член редакции газеты «Народ». С 1908 года магистр богословия.
Один из организаторов Киевского религиозно-философского общества (основано 23 января 1908 года) и его председатель с февраля 1910 по май 1912 года.
С 1914 года редактор журнала «Летопись», товарищ председател Научно-философского общества при Киевском университете.
В 1917 году член Киевского епархиального совета, товарищ председателя Комиссии по реформе духовных академий, работал в I и VI отделах Предсоборного совета, лауреат Макариевской премии. Член Поместного Собора Православной Российской Церкви участвовал в 1-й сессии, член Соборного Совета и I, II, III, VII, XII отделов, заместитель члена Высшего церковного совета.
В 1918 году член Всеукраинского православного церковного собора, I съезда представителей высших школ Украины и Комиссии по подготовке церковно-государственных законопроектов, Братства Иисуса Сладчайшего, председатель Учёного комитета при Министерстве исповеданий Украинской Державы, профессор по кафедре истории философии Киевского народного университета, преподаватель истории русской литературы в женской гимназии при евангелическо-лютеранской церкви. 
С мая 1919 года приват-доцент историко-филологического факультета Киевского университета, с октября сверхштатный профессор по кафедре истории и древней философии Таврического университета, член Симферопольского религиозно-философского общества. 
С 1921 года сотрудник Историко-филологического отдела Всеукраинской академии наук, член комиссий: византологической (заведующий делами), биографической, по изучению еврейской истории и старого Киева. Одновременно в 1922–1924 годах преподаватель на частных богословских курсах в Киеве, с 1922 года преподаватель русского языка и литературы в трудовой школе № 33, с 1929 года член Историко-этнологического отделения Всеукраинской научной ассоциации востоковедения.
В 1931 году приговорён к заключению в ИТЛ, актирован через 3 года по болезни сердца.
В 1934 году счетовод в Управлении водного транспорта, с 1935 года лаборант-делопроизводитель агрохимической лаборатории НИИ соцземледелия.
В августе 1938 года арестован по обвинению в «антисоветских настроениях и агитации пораженческого характера», по материалам следствия, «являлся ревностным тихоновцем». В апреле 1939 года освобождён «за отсутствием состава преступления», снова стал сотрудником АН УССР.
Скончался от инфаркта летом 1940 года; похоронен в Киеве на Соломенском кладбище, участок № 10.

## Семья
Обвенчан с Анной Елисеевной Ливинской (ум. 1957). Дети: Екатерина, Сергей, Бландина, Андрей.

## Награды
Награжден орденами св. Станислава III (1901) и II (1916) степени, св. Анны III степени (1907).